# Mikhail Linge
Mikhail Innokentyevich Linge (russo: Михаил Иннокентьевич Линге; Kaluga, 26 de novembro de 1958 – Moscou, 4 de fevereiro de 1994) foi um atleta soviético, campeão olímpico em Moscou 1980. Conquistou a medalha de ouro no revezamento 4x400 m junto com Viktor Markin, Remigijus Valiulis e Nikolai Chernetsky.
Após os Jogos viveu em Moscou, onde trabalhou e integrou a equipe de atletismo do Instituto Central de Educação Física. Problemas domésticos obscureceram um futuro esportivo promissor e empurraram sua carreira ladeira abaixo. Nos anos 80 foi sentenciado a nove anos e meio de prisão. Com uma anistia em 1990, montou um negócio. Seus sócios num novo projeto, no qual havia investido quase todo seu dinheiro, o enganaram. Como resultado, o negócio foi à falência e Linge constraiu altas dívidas. Em fevereiro de 1994, aos 35 anos, morreu em circunstâncias não esclarecidas, encontrado com a cabeça quebrada dentro de seu apartamento.